# Rosa Emília
Rosa Emília Machado Dias, conhecida simplesmente como Rosa Emília (Salvador, 21 de fevereiro de 1965) é uma cantora, compositora, poeta e letrista brasileira.
Foi casada com o poeta e letrista Cacaso até sua morte em 1987.

## Discografia
- (1988) Ultraleve
- (1997) Nega Rosa
- (2004) Baiana da Guanabara
- (2006) Batuk - Cruzeiro do Sul (Rosa Emilia e Cristiano Verardo)
- (2006) Poesia do Brasil - Renato Sellani e Rosa Emilia
- (2009) Álbum de Retratos - Cacaso parceiros e canções
- (2013) Fundamental - Rosa Emilia Dias & Giovanni Buoro
- (2014) L'Arca di Noè - Musica Brasiliana per Bambini
- (2018) Madrigal